# Shambhu Maharaj
Shambhu Maharaj (* 1904, 1910 oder 1912; † 4. November 1970 in Delhi) war ein indischer Tänzer des Kathak in der Tradition der Lucknow-Tanz-Gharana.
Shambhu Maharaj war der jüngere Bruder der Tänzer Achhan und Lachhu Maharaj; ihr Vater war der Tänzer Kalika Prasad, ihr Onkel Bindadin Maharaj. Shambhu hatte zunächst Tanzunterricht bei seinem Onkel, später bei seinem Bruder Achchan. Daneben studierte er hindustanische Musik bei Rahimuddin Khan, dem Bruder des Thumrisängers Moizuddin Khan. Nachdem er 1926 bei der All India Music Conference eine Goldmedaille gewonnen hatte, erhielt er zahlreiche Angebote für Auftritte als Tänzer. Ab 1955 leitete er das Department Tanz an der Shriram Bharatiya Kala Kendra. Zu seinen Schülern zählten Maya Rao, ihre Schwester Chitra Venugopal, Bela Arnab und Kumudini Lakhia. Für sein Wirken erhielt er viele Auszeichnungen, unter anderem 1955 den Sangeet Natak Akademi Award, 1958 den Padma Shri und 1967 den Sangeet Natak Akademi Ratna.